# گورستان گله‌دار
قبرستان گله دار مربوط به دوران‌های تاریخی پس از اسلام است و در شهرستان مهر، بخش گله دار واقع شده و این اثر در تاریخ ۲۴ تیر ۱۳۸۲ با شمارهٔ ثبت ۹۲۱۰ به‌عنوان یکی از آثار ملی ایران به ثبت رسیده است.